# 비르기테 안데르센
비르기테 엘리사베트 안데르센(덴마크어: Birgitte Elisabeth Andersen, 결혼 이전의 성(姓): 올센(Olsen), 1791년 12월 17일 코펜하겐 ~ 1875년 2월 6일 코펜하겐)은 덴마크의 연극 배우, 발레 무용수이다.
코펜하겐에서 덴마크 왕립극장의 관리인으로 근무하던 이베르 올센(Iver Olsen)의 딸로 태어났다. 1801년에는 앙투안 부르농빌(Antoine Bournonville)이 운영하는 발레 학교에 입학했으며 1806년에는 덴마크 궁정 극장에서 데뷔했다.
1810년부터 1838년까지 덴마크 왕립극장 소속 발레 무용수로 활동했다. 1815년에는 덴마크 왕립 오케스트라 지휘자였던 카스파르 하인리히 베른하르트 안데르센(Caspar Heinrich Bernhard Andersen)과 결혼했다.